# Ratpenat orlat
El ratpenat orlat (Myotis thysanodes) és una espècie de ratpenat de la família dels vespertiliònids. Viu a altituds de fins a 2.850 msnm al Canadà, els Estats Units i Mèxic. Té una gran varietat d'hàbitats naturals, que van des dels matollars àrids fins als boscos d'avets i pins. És una espècie en risc mínim, és a dir, no sembla que hi hagi cap amenaça significativa per a la seva supervivència.